# 线状穗莎草
线状穗莎草（学名：Cyperus linearispiculatus）为莎草科莎草属的植物，是中国的特有植物。分布在中国大陆的云南省等地，多生在江边潮湿的沙地上，目前尚未由人工引种栽培。